# Marixa Balli
Marisa Laura Caballi
(Mar del Plata, provincia de Buenos Aires; 5 de junio de 1969), conocida artísticamente como Marixa Balli, es una actriz, bailarina, cantante y empresaria argentina.

## Carrera
Balli nació en Mar del Plata, en el seno de una familia acomodada dedicada al rubro bancario. A los ocho años empezó a estudiar ballet clásico en el teatro Colón de Buenos Aires, estudios que continuó hasta los dieciocho. Mientras hacía ballet comenzó a trabajar como modelo para publicidades y en 1987 integró el elenco de los programa Las gatitas y ratones de Porcel y Porcel al verde vivo, junto al cómico Jorge Porcel. En 1990 comenzó a trabajar como bailarina en el grupo musical Clericó con cola, cuya canción Te ves bien buena fue todo un éxito y la lanzó a la fama. Ese mismo año fue seleccionada como una de las «Diosas del verano» en el programa televisivo Ritmo de la noche. Participó en los programas televisivos La TV ataca, Noti dormi, La fiesta hot, entre otros. Dos años después protagonizó el videoclip de la canción La chica del ascensor, de Rodrigo Bueno, con quien inició un noviazgo de varios años.
En 1992 grabó su primer álbum, titulado «Hola mi amor» y editado por el sello discográfico Música & Marketing. Ese mismo año participó en el videoclip «Las reinas de la bailanta» producido y dirigido por José Luis Nanni, en el que también participaban otras figuras de la música tropical como Lia Crucet, Gladys la bomba tucumana, Lorena Paola, Nancy y Las Guerreras, Noemí Barbero y su Grupo Fluencia, Miriam "El Misil Porteño" y Las Boquitas. En 1993 participó en algunos videoclips musicales como en La marca de la gorra de los Auténticos Decadentes Al mismo tiempo, siguió trabajando en teatro como actriz de comedia y como vedette de revistas, en espectáculos como Más pinas que las gallutas y Petardos del humor.
En 1998 publicó el álbum «Cachaqueando», cuyo primer single, La cachaca, se convirtió en un éxito internacional, liderando las listas de éxitos durante varias semanas. Empezó a conducir varios programas de televisión, entre ellos, Sábado Tropical en el canal América. Un año después lanzó su siguiente álbum, titulado simplemente Marixa Balli. 
El 17 de marzo de 2000 protagonizó un accidente automovilístico en la autovía 2 a la altura del paraje Samborombón, Buenos Aires, en el que perdió la vida su novio Mariano Fischer y del que Balli resultó con lesiones graves. En junio de ese mismo año su expareja Rodrigo Bueno falleció en otro accidente automovilístico, hecho que tuvo enorme repercusión en los medios. 
En los años siguientes participó en obras de teatro de revista junto a la vedette Silvia Süller, posó semidesnuda para algunas revistas como Paparazziy grabó la canción Pedro el Escamoso, cortina musical de la telenovela homónima. En 2003 lanzó su cuarto álbum titulado «Rebelde soy» y siguió actuando en teatro y televisión. En 2007 actuó en «El último argentino virgen» y en la obra teatral «Más loca que una vaca», de Hugo Sofovich, y participó del segmento de Showmatch «Patinando por un sueño», en el que fue eliminada en la semifinal. En 2008, luego de entrar como reemplazo en el programa televisivo Bailando por un sueño, logró el puesto de titular, siendo eliminada la última semana frente a Adabel Guerrero. Esa temporada trabajó en la obra «Varieté para María Elena», de Gerardo Sofovich, junto a Eunice Castro y Aníbal Pachano. En 2011 actuó en la comedia El dentista pide pista y en La revista de San Luis, junto a Jorge Troiani y Beatriz Salomón.
En 2005 inició su faceta como empresaria de la moda, inaugurando una tienda de ropa en Flores y, años más tarde, en la feria La Salada, a la que sumó varias más en distintos puntos de Buenos Aires. De 2015 a 2017 condujo el programa radial «La Balli está Salada» en AM 1300. En 2022 se integró al panel del programa televisivo Los ángeles de la mañana, conducido por Ángel de Brito.

## Filmografía

### Cine
- 1988: Porcel al verde vivo
- 1991: Experto en ortología
- 1991: El travieso
- 1992: Las reinas de la bailanta

### Televisión
| Televisión      | Televisión                                | Televisión                                         |
| Año             | Programa                                  | Rol/Notas                                          |
| --------------- | ----------------------------------------- | -------------------------------------------------- |
| 1981            | El show de Carlitos Balá                  |                                                    |
| 1982            | Los cien días de Ana                      |                                                    |
| 1986            | La noticia rebelde                        |                                                    |
| 1987            | Las gatitas y ratones de Porcel           |                                                    |
| 1987            | Híperhumor                                |                                                    |
| 1988            | NotiDormi                                 |                                                    |
| 1990            | Peor es nada                              |                                                    |
| 1990            | Amándote 2                                |                                                    |
| 1990            | Una voz en el teléfono                    |                                                    |
| 1990            | Ritmo de la noche                         |                                                    |
| 1991            | Amigos son los amigos                     | Dorys                                              |
| 1991            | ¡Grande, pa!                              | Johanna                                            |
| 1991            | Clericó con cola (Grupo musical)          |                                                    |
| 1992            | La fiesta hop                             |                                                    |
| 1992            | Brigada Cola                              |                                                    |
| 1992            | Teletón                                   |                                                    |
| 1994            | Los Benvenuto                             |                                                    |
|                 | Somos todos detectives                    |                                                    |
| 1995            | El Show de Videomatch                     |                                                    |
| 1996            | Indiscreciones                            | Panelista                                          |
|                 | Salvajes                                  |                                                    |
| 1999            | Imitaciones peligrosas                    |                                                    |
| 1999            | Hielo y limón                             | Jurado                                             |
| 1999-2001       | Siempre sábado                            |                                                    |
| 2000            | Cultura para todos                        | Recital en vivo de Rodrigo (Mar del Plata)         |
| 2000            | La isla de Balli                          |                                                    |
| 2005            | Star show                                 |                                                    |
| 2007            | Patinando por un sueño                    | Participante - 13.ª eliminada                      |
| 2008            | Bailando por un sueño 2008                | Participante - 33.ª eliminada                      |
| 2009            | Pasión De Sábado                          |                                                    |
| 2011            | Sábado Bus                                | Musical                                            |
| 2012            | Infama - Edición especial                 | Jurado                                             |
| 2012            | Low moda show - Segunda edición           | Conducción                                         |
| 2014            | Tu cara me suena                          | Invitada especial                                  |
| 2016            | La Salada Moda (en la Feria de la Salada) |                                                    |
| 2017            | Bailando 2017                             | Participante invitada de Gladys, la bomba Tucumana |
| 2022-2024, 2025 | LAM                                       | Panelista / Conductora de reemplazo                |
| TBA             | Por el mundo                              | Co conductora invitada                             |
| TBA             | MasterChef Celebrity Argentina            | Participante                                       |

## Radio
- 2015-2016-2017: «La Balli está Salada» - Junto a Tomás Dente, Nacho Rodríguez y Leandro Rizzo - AM 1300 Radio La Salada.

## Teatro y presentaciones
- 1988: Porcel al verde vivo - Junto a Jorge Porcel, Cacho Bustamante, Guillermo Blanco, Graciela de Cesare, Judith Gabbani, María Gianmaría, Romina Gay, Tito Mendoza, Fabian Acri, Alicia Croti, María Rosa Fules, Cristina Girona y Marina Tortora.
- 1989:Comiquísimo, junto a José Marrone y María Gianmaría.
- 1993: Comiquísimo - Junto a Tristan y Patricia Dal.
- 1995: La noche de las pistolas frías - Junto a Silvia Süller, María Fernanda Callejón y Alejandra Pradón.
- 1996: El festival del chiste - Junto a Carlos Sánchez, Beto César, Betina Capetillo y elenco, realizando gira por todo el país y Uruguay.
- 1997: La flaca escopeta - Junto a Linda Peretz.
- 1997: Más pinas que las gallutas - Teatro Tabaris junto a Emilio Disi, Tristán, Cris Miró, Fabián Gianola, Cecilia Oviedo, Florencia de la V y Yanina Zilly.
- 2000: Petardos del humor - En Villa Carlos Paz (Córdoba) junto a Jorge Corona, María Eugenia Ritó, el dúo cómico Stan y Lasky y elenco.
- 2001: Coronadytos - Junto a Jorge Corona, Laura "Panam" Franco, Martín Russo, Gladys Florimonte, Fernando Ramírez, Daniel Aye, y el dúo cómico mendocino Stan y Lasky.
- 2004: Papanatas - Junto a Jorge Corona, Tristán y Lisandro Carret, realizando gira por el Gran Buenos Aires y el interior del país.
- 2004: Humor gitano - Junto a Silvia Süller, Marcelo Polino, Ethel Rojo, Mariana A, Claudia Fantini y René Bertrand, bajo la producción de Luciano Garbellano, en Villa Carlos Paz.
- 2005: El humor no tiene trabas - Teatro Enrique Carreras de Mar del Plata, bajo la dirección general de Néstor Robles, la producción general de Gustavo Benzaquén, junto a Violeta Rivas, Néstor Fabián, Néstor Robles, Natalia Fava, Marcelo y Cirilo, Elena Paker, Hernán Doval, Adabel Guerrero y Martín Pico.
- 2005: El viaje del humor - Junto a Jorge Corona, Jorge Troiani, Lisandro Carret y Noelia "La Gata" Martínez.
- 2006: Fanáticas del espectáculo - Junto a Karen Reichardt, Sandra Smith, Edda Bustamante y elenco, en el Holiday Cinemas de la ciudad de Villa Carlos Paz en la provincia de Córdoba.
- 2007: El último argentino virgen - Teatro Premier junto a Beatriz Salomón, Pichu Straneo, Sasha Arregui, Charly Nieto, Gustavo Conti, Fátima Flores, Gabriela Mandato y Vanina Verdún Peña.
- 2007: La revista de San Luis - Junto a Gino Renni, Claudia Albertario y Jackeline Dutrá.
- 2008: Más loca que una vaca - Holiday Cinema y Teatro 2 de Carlos Paz junto a Tristán, La "Tota" Santillán, Belén Franchese, Fernanda Vives, Natalia Fava, Santiago Almeyda, Gustavo Conti, Silvina Scheffler, Pequeña Pe y Patricia Fishman.
- 2008: Varieté para María Elena - Teatro Tabaris junto a Eunice Castro, Aníbal Pachano, Adrián Guerra, Toti Ciliberto, Martín Russo, Fátima Flores, Los Winter, Julieta Oriol y La Barby.
- 2009: El glamour de San Luis - Junto a Beatriz Salomón, Adriana Brodsky y Pedro Rodríguez.
- 2011: El dentista pide pista - Junto a Beto César, Raquel Mancini, Lisandro Carret, Natalia Fava, Cristian Bonano y Yamila Piñeyro.
- 2011: La revista de San Luis - Junto a Jorge Troiani, Beatriz Salomón, Adriana Brodsky y Chelo Rodríguez.
- 2012: XIV Edición del Carnaval Cataratas de Alegría 2012  - Junto a Silvina Luna.
- 2013: Los Magníficos - Junto a Pocho La Pantera, Alcides y Francisco "Pancho" Serra (líder de Pancho y La Sonora Colorada).
- 2015: Festival Eyeliner + Mostrafest - Junto a Lia Crucet, Sasha Sathya y Ordinarias (La Banda).
- 2017: Mostrafest Aniversario - Junto a Sofía Camará, Cristal Fluo, Shirley Diamante, Loli, Sushi Pop, Le Brujx, Lest Skeleton y El Mostrochongo.

## Discografía
- 1992: «Hola mi amor» - Música & Marketing S.A.
- 1998: «Cachaqueando»
- 1999: «Marixa Balli» - PBI Recrods
- 2003: «Rebelde soy» - LEP

## Videos musicales
- 1992: Hola mi amor
- 1992: Yo no quiero ser tu amante
- 1993: La marca de la gorra
- 1993: La chica del ascensor - Junto a Rodrigo Bueno
- 1999: La cachaca
- 2014: Tero Ponce - El genio de la botella - Junto a Tero Ponce, Chino Volpato y Mimí Ardú

## Participaciones en otros discos
- 1992: Novedades - Música & Marketing S.A. (Compilado de varios artistas) - Temas: «Hola mi amor» y «Amame hasta con los dientes»
- 2002: Caliente - Caliente - Tema: Pedro el escamoso
- 2007: Chaucha en mano - Tema realizado por su participación en el programa «Patinando por un sueño»
- ????: Corazón desenfrenado - Del Sol Estudio - Promoción